# سلیمان بریموه
سلیمان بریموه (انگلیسی: Suleiman Braimoh؛ زادهٔ ۱۹ اکتبر ۱۹۸۹) بازیکن بسکتبال اهل نیجریه است.